# EPIC 206535016
EPIC 206535016 — одиночная звезда в созвездии Водолея на расстоянии приблизительно 517 световых лет (около 159 парсеков) от Солнца. Видимая звёздная величина звезды — +11,84m.
Вокруг звезды обращается, как минимум, одна планета.

## Характеристики
EPIC 206535016 — жёлтый карлик спектрального класса G. Масса — около 0,815 солнечной, радиус — около 0,78 солнечного, светимость — около 0,374 солнечной. Эффективная температура — около 5118 К.

## Планетная система
В 2018 году командой астрономов, работающих с фотометрическими данными в рамках проекта Kepler K2, было объявлено об открытии планеты.